# Indelibly Stamped
Indelibly Stamped – drugi studyjny album brytyjskiego zespołu rockowego Supertramp, wydany w czerwcu 1971 roku. Podobnie jak debiutancki album okazał się komercyjnym rozczarowaniem. Jest pierwszą płytą zespołu wydaną w USA.

## Okładka albumu
Okładka przedstawia wytatuowany tors i ręce kobiety. Sądzono, że modelka na okładce to Rusty Skuse, z powodu wytatuowanych na ręce imion "Bill" i "Rutsy", jednak po porównaniu tatuaży Rutsy Skuse i modelki z okładki, nie były one zgodne. Paul Sayce napisał w gazecie Tattoo News, że modelką z okładki była Marion Hollier, która często tatuowała się w Les Skuse Tattoo Studio w latach 60. Krótko po wydaniu albumu, artykuł w magazynie People również napisał, że modelką była Hollier, dodając informację, że za zdjęcia zapłacono jej 45 funtów.

## Recenzje
Portal AllMusic napisał, że album jest lepszy od debiutu, lecz dodał, że sekcje instrumentalne nadal są zbyt długie. 

## Lista utworów[5]
| #  | Tytuł                          | Kompozytorzy                 | Wokal         | Czas |
| -- | ------------------------------ | ---------------------------- | ------------- | ---- |
| A1 | "Your Poppa Don't Mind"        | Rick Davies, Roger Hodgson   | Rick Davies   | 2:58 |
| A2 | "Travelled"                    | Rick Davies, Roger Hodgson   | Roger Hodgson | 4:15 |
| A3 | "Rosie Had Everything Planned" | Roger Hodgson, Frank Farrell | Roger Hodgson | 2:58 |
| A4 | "Remember"                     | Rick Davies, Roger Hodgson   | Rick Davies   | 4:00 |
| A5 | "Forever"                      | Rick Davies, Roger Hodgson   | Rick Davies   | 5:05 |
| B1 | "Potter"                       | Rick Davies, Roger Hodgson   | Dave Winthrop | 2:23 |
| B2 | "Coming Home to See You"       | Rick Davies, Roger Hodgson   | Rick Davies   | 4:39 |
| B3 | "Times Have Changed"           | Rick Davies, Roger Hodgson   | Rick Davies   | 3:42 |
| B4 | "Friend in Need"               | Rick Davies, Roger Hodgson   | Rick Davies   | 3:08 |
| B5 | "Aries"                        | Rick Davies, Roger Hodgson   | Roger Hodgson | 7:25 |

## Skład
- Roger Hodgson - gitara akustyczna, gitara basowa, gitara prowadząca, śpiew
- Frank Farrell - gitara basowa, fortepian, akordeon, chórki
- Rick Davies – instrumenty klawiszowe, harmonijka ustna, fortepian, śpiew
- Kevin Currie - perkusja
- Dave Winthrop – flet, saksofony, śpiew

## Produkcja
- Producent - Supertramp
- Inżynier dźwięku – Bob Hall